# Jitō
Al Japó feudal, un jitō era un representant agrari designat pel govern militar central per a cada una de les propietats (Shōen) en les quals es dividia la zona rural.
El jitō recaptava impostos i mantenia la pau, també se li donava dret a una porció dels tributs recollits. El càrrec va ser creat per Minamoto Yoritomo el 1184, arribant a ser hereditari. Al pas del temps, els jito van arribar a tenir una relació més estreta amb els líders locals que amb el govern central, la qual cosa va contribuir al debilitament del shogunat Kamakura.